# Reniera pulchra
Reniera pulchra är en svampdjursart som beskrevs av Swarsts. Reniera pulchra ingår i släktet Reniera och familjen Chalinidae. Inga underarter finns listade i Catalogue of Life.